# Aleksei Txírikov
Aleksei Ilitx Txírikov (en rus, Алексе́й Ильи́ч Чи́риков) (1703 – Moscou, novembre de 1748) va ser un navegant i capità de l'Armada russa que cartografià alguna de les illes Aleutianes i que fou el segon de Vitus Bering durant la coneguda com a Gran Expedició del Nord-est a Kamtxatka i l'oceà Pacífic.

## Biografia
El 1721 Txírikov es graduà a l'Acadèmia Naval de Sant Petersburg. Entre 1725 i 1730 i entre 1733 i 1743, fou el segon de Vitus Bering durant la primera i la segona expedició a Kamtxatka. El 15 de juliol de 1741 Txírikov, al comandament del vaixell Sviatoi Pavel fou el primer europeu a arribar a la costa nord-oest d'Amèrica del Nord, i a partir de llavors va descobrir part de les illes Aleutianes. El 1742 Txírikov dirigí una partida de búsqueda del Sviatoi Piotr, el vaixell de Bering.
Durant aquest viatge va especificar la localització de l'illa Attu. Txírikov va prendre part en la creació del mapa final dels descobriments russos a l'oceà Pacífic (1746).
Alguns caps (a l'illa Kyushu, a l'illa Attu, a la badia Anadyr i a la badia Tauyskaya), així com una muntanya submarina del Pacífic i una illa de les Aleutianes duen el seu nom.